# 横浜市立間門小学校
横浜市立間門小学校（よこはましりつまかどしょうがっこう）は、神奈川県横浜市中区本牧間門にある公立小学校。海水水族館（通称、まかどシーマリンパーク）がある。かつて根岸湾を臨む間門沿岸は遠浅の海だったが、工業地帯が作られる際に埋め立てられ、いつまでも近隣で生息していた魚などの生き物が見られるように、と建設されたものである。通年公開されておらず、指定された公開日が設けられている。

## 沿革
- 1929年7月11日 - 横浜市間門尋常小学校創立
- 1930年
  - 1月13日 - 横浜市間門尋常小学校開校
  - 6月21日 - 臨海学級（養護）開設
- 1947年4月1日 - 横浜市立間門小学校となる
- 1958年11月1日 - 海水水族館完成
- 1970年
  - 4月1日 - 横浜市立間門小学校本牧元町分校開校
  - 9月1日 - 横浜市立間門小学校本牧元町分校が横浜市立本牧南小学校として独立
- 1992年9月1日 - 横浜市立本牧小学校が独立

## 卒業生
- 上田閑照 - 宗教哲学者、京都大学名誉教授
- 堀威夫 - ホリプロ創業者
- 柴田勲 - プロ野球選手
- 小倉清一郎 - 元横浜高校野球部長
- 古川聡 - 宇宙飛行士
- 永瀬拓矢 - 将棋棋士